# Souleyman Sané
Souleyman Jean Sané (Dakar, 26 febbraio 1961) è un allenatore di calcio ed ex calciatore senegalese con cittadinanza francese, di ruolo attaccante.

## Carriera
Padre di Leroy Sané, fu capocannoniere della massima serie austriaca nel 1995 e della seconda divisione tedesca nel 1988. È sposato con Regina Weber, ginnasta tedesca medaglia di bronzo nella ritmica alle Olimpiadi di Los Angeles 1984.